# Lloro capnegre
El lloro capnegre (Pionites melanocephalus) és una espècie d'ocell de la família dels psitàcids que habita boscos i sabanes del sud-est de Colòmbia, sud i nord-est de Veneçuela, Guaiana, est de l'Equador, nord-est del Perú i nord del Brasil.